# Quentin Young
|  | No s'ha de confondre amb Quintin Young. |

Quentin Young (1923 - 7 de març de 2016) va ser un metge estatunidenc. Fou un activista oposat a la Guerra del Vietnam i treballà a favor del moviment dels Drets Civils. Quentin Young va ser molt molt conegut pel seu treball en la justícia social i la política sanitària.
Young va estudiar a l'Escola mèdica de la Northwestern University, del 1944-47. Fou inten a l'Hospital del Comtat de Cook, lloc on feu la seva residència. Fou metge del Comtat de Cook, Illinois de 1972 a 1981. Fundà el Grup de Polítiques de Salut i Medicina, el 1980, organització de la que l'actual president. També fou President de l'Associació de Salut Pública Americana el 1988. A l'abril del 2008, Young es retirà a la pràctica privada a Chicago. Actualment és Coordinador Nacional del Programa de Salut Nacional.

## Llocs de notorietat
- Professor clínic de medicina preventiva i salut comunitària del Centre Mèdic de la Universitat d'Illinois.
- Atenció als avis a l'Hospital Michael Reese
- Membre de l'Associació Mèdica Americana (des de 1952)
- Coordinador Nacional del Programa de Salut Nacional.
- President del Subcomitè de Drets Humans i Pràctica Mèdica del Col·legi Americà de Metges
- Membre de l'Associació Mèdica Humana-Michael Reese
- Membre del Col·legi Americà de Metges. Membre del Comitè de Salut i Política Pública.

És considerat una de les principals autoritats de Salut Pública de Chicago. Tot sovint participa en programes de ràdio.

## Activisme durant l'administració Bush
Al maig de 2006, Young signà a favor de l'ACLU (Unió Americana per les Llibertats Civils). També s'oposà a la política sanitària de Bush.